# Mera (Nereide)
Nella mitologia greca, Mera o Maera era il nome di una delle figlie di Nereo e di Doride.

## Il mito
Si trattava di una delle 50 Nereidi, di lei si parla anche nell'Odissea dove lo stesso Ulisse la vide in una lista di donne quando nelle sue avventure viaggiò nell'oltremondo.
Le Nereidi, 50 secondo la tradizione ma molti autori ne citano un numero diverso, erano creature che identificavano vari aspetti del mondo circostante.